# Monte John Laurie
Il monte John Laurie è una montagna appartenente alle Montagne Rocciose Canadesi, localizzata nella provincia canadese dell'Alberta. Ha un'altezza di 2240 m sul livello del mare.
È anche conosciuta con il nome di monte Laurie e più spesso con il nome in lingua nativa di Yamnuska (traducibile come "muro di pietra").